# Jarboe

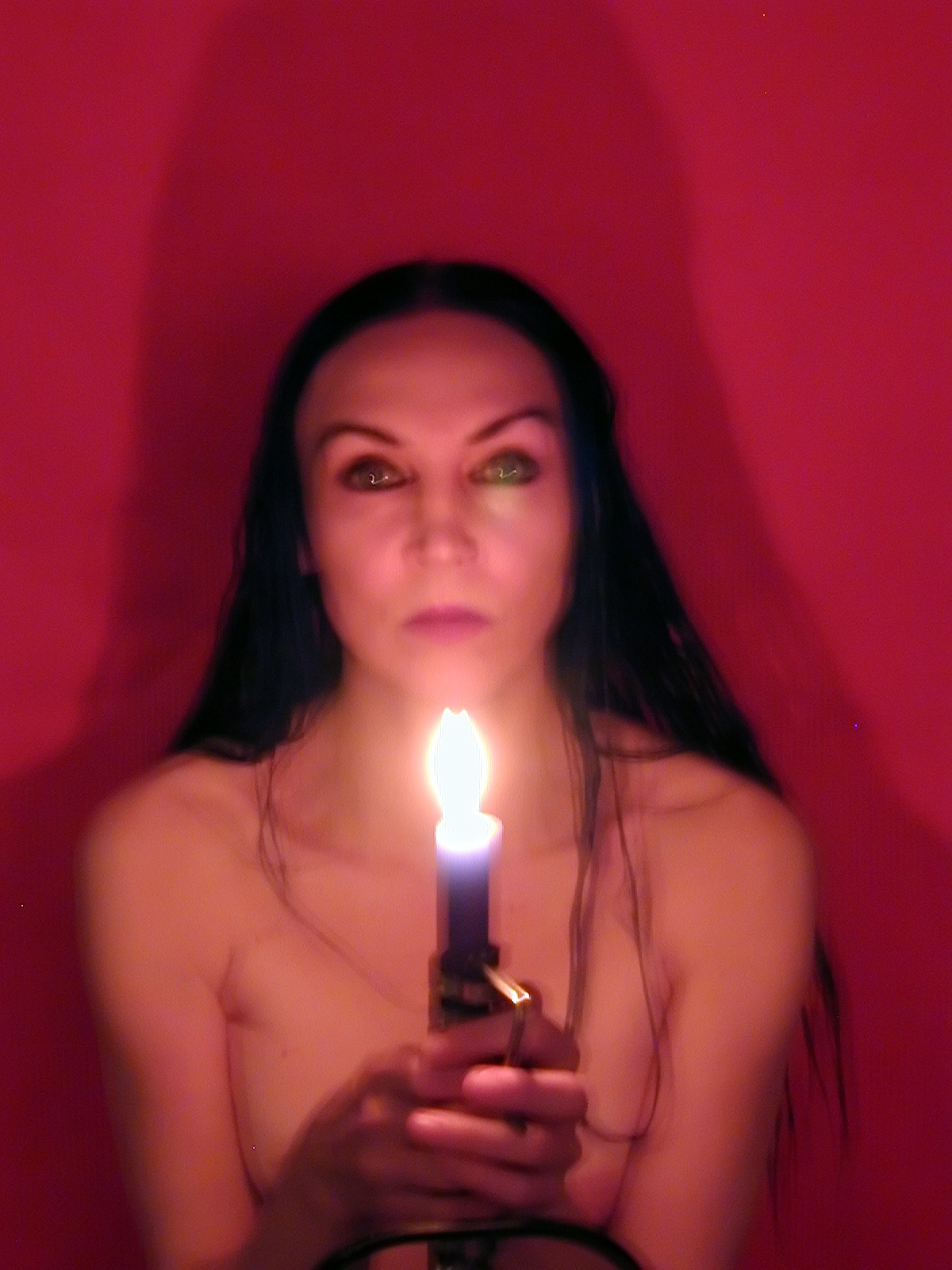
Jarboe

Jarboe är en soloartist som tidigare sjöng och spelade keyboard i det experimentella rockbandet Swans.

## Diskografi

### Som artist i Swans
Se Swans diskografi för hela diskografin
- Time is Money (Bastard). EP (1985, K.422)
- Greed (1986, K.422)
- A Screw EP (1986, K.422)
- Holy Money (1986, K.422)
- New Mind 12 EP (1987, Product Inc.)
- Children of God (1987, Caroline Records)
- Love Will Tear Us Apart (1988, Product Inc.)
- The Burning World (1989, MCA Records)
- White Light From the Mouth of Infinity (1991, Young God Records)
- Love of Life (1992, Young God Records)
- The Great Annihilator (1994, Invisible, Young God Records)
- Soundtracks for the Blind (1996, Atavistic Records)
- Swans Are Dead (1998, Young God Records)

### Som soloartist
- Thirteen Masks (1991, SKY Records)
  - återutgiven 2004
- Red CD single (1991, Jarboe Records 75066)
- Beautiful People Ltd with Lary Seven (1993, Sub Rosa Records 061)
  - återutgiven 2004
- Warm Liquid Event CD single (1993, Sub Rosa Records 064)
- Sacrificial Cake (1995, Alternative Tentacles 167)
- Anhedoniac (1998)
  - återutgivna 2004
- Disburden Disciple (2000)
- Dissected (2002)
- Process (2004)
- A Mystery of Faith: Unreleased Pieces – Swans + World of Skin (2004)
- Knight of Swords/The Beggar with Nic LeBan (2005, Vivo Records)
- The Men Album CD (2005, Atavistic Records 167)
- The Conduit CD (June 2006, Atavistic Records 175)

### Samarbeten
- World of Skin – Blood, Women, Roses (1987)
- Skin – Shame, Humility, Revenge (1987)
- Skin – Girl Come Out  (1987)
- World of Skin (1998)
- World of Skin – Ten Songs from Another World (1991)
- Ignis Fatuus: Futility Goddess; Cache Toi/Encomium (1998)
- Two Small Bodies : Soundtrack  + Karma: Trance, (1998)
- Backworld: Isles of the Blest; Anthems from the Pleasure Park, (1999)
- C17H19NO3: 1692/2092 Soundtrack
- PBK – Life-Sense Revoked , (1996)
- H.I.A.: Thunder Perfect Mind (Gallery Installation, ICA, London)
- The Body Lovers : Number One Of Three, (1998)
- Pfrenz-C: Dopamine Quest, (1999)
- Jarboe/Telecognac – Over CD (2000, Crouton Records 007)
- Thread – In Sweet Sorrow/Abnormal Love (2000)
- Steven Severin – The Woman in the Dunes (2000)
- Neotropic : La Prochaine Fois, (2001)
- Karma : God Is Mine, (2002)
- Blackmouth , (2000)
- Blackmouth: Blackness Bleeding remixes (2000)
- A Perfect Circle – Thirteenth Step (2003, Virgin Records)
  - (utvalda sångliga utsmyckningar på två spår)
- Neurosis & Jarboe – Neurosis & Jarboe (2003, Neurot Recordings)
- Meridiem : A Pleasant Fiction  (2004)
- Kirlian Camera : Invisible Front. 2005 (2004)
- Larsen : Krzykognia DVD (2003)
- Nic Le Ban + Joshua Fraser : The Conduit (2005)
- Nic Le Ban : Knight Of Swords / The Beggar (2005)
- Cedric Victor : The End (2006)
- The Sweet Meat Love And Holy Cult (pågående fram till 2007)
- Byla & Jarboe : Viscera (2007, Translation Loss Records)
- Jesu : Lifeline (EP) (2007)
  - (Sång på Storm Comin' On)

### Diverse framträdanden
- Nine Underground (1984)
- Dry Lungs I och Dry Lungs II ( 1985 , 1986)
- Insane Music for Insane People (1986)
- Mighty Risen Plea, (1990)
- Serious Statements and Silly Symphonies ( 1991)
- Shrine (1993)
- Auron 1 : Musical Tomorrows (1993)
- Alphabet City (1993)
- A Far Cry, Featuring Women in Independent Music (1995)
- Theme: Desire (1995)
- We Hate You : A Small Tribute to Throbbing Gristle (1997)
- The Carnival Within: A Tribute to Dead Can Dance (1998)
- What Is Eternal (1998)
- What's the Word, Vol. 1 (1999)
- Pixies Fuckin' Die! (LifeLike Records, 1999)
  - Spår 12 – Jarboe and The Trepaners – Tame
- Summon Room (1999)
- The Unaccompanied Voice (2000)
- Zann (2000)
- Apocalypse Always (2002)
- VA Neurot Recordings 1, (2004)
- Tribute to Dead Can Dance : The Lotus Eaters (2004)
- Electronic Thisturbance (2004)
- Rising Sun/Nuclear Free Future(2005)
- Durtro /Médecins Sans Frontières (2005)

### Gästspel
- pFrenz-C – Dopamine Quest (1999)
- Rivulets / Marc Gartman – Rivulets / Marc Gartman (2006)
- Monica Richards – Infrawarrior (2006)
- Cobalt – Eater of birds (2007)